# Vladimir Zemlianikine
Vladimir Mikhaïlovitch Zemlianikine (Владимир Михайлович Земляникин), né le 27 octobre 1933 à Moscou (URSS) et mort le 27 octobre 2016, à Moscou (fédération de Russie), est un acteur russe et soviétique, artiste du peuple de la FR en 1994.

## Biographie
Vladimir Zemlianikine naît à Moscou. Au début de la Grande Guerre patriotique, sa mère et lui sont évacués. En 1951, il commence ses études à l'institut Chtchoukine. Il fait ses débuts au cinéma dans le film de Tatiana Loukachevitch, Le Certificat de maturité (Аттестат зрелости). Il termine en 1956 ses études de théâtre. Jusqu'en 1959, il est dans la troupe du théâtre-atelier d'acteur de cinéma, et ensuite au théâtre Sovremennik (Le Contemporain). 
Il meurt en 2016 à 84 ans. Il laisse une épouse, une fille, trois petits enfants et sept arrière-petits-enfants. Il est enterré au cimetière de Babouchkino à Moscou.

## Vie privée
Il se marie en premières noces avec Lioubov Lifentsova (plus tard Strijenova) née en 1940, artiste du peuple de la FR en 1997. Ils ont une fille, Elena, née en 1958. Il épouse en secondes noces la journaliste Lioudmila Egorova.

## Théâtre
- 1959 : Deux couleurs (Два цвета) d'Avenir Zak et Nikolaï Kouznetsov: Fedka
- 1960 : Le Roi nu (Голый король) d'Evgueni Schwartz : Henry
- 1960 : Le Revizor (Ревизор) de Nicolas Gogol : Abdouline

## Filmographie
- 1954 : Le Certificat de maturité (Аттестат зрелости) : le lycéen Dobtchinski au bal du nouvel an
- 1954 : L'Épreuve de fidélité (Испытание верности) de Ivan Pyriev : l'invité des Loutonine
- 1955 : Le Fils (Сын) de Iouri Ozerov : Liocha Starostine
- 1956 : Destins variés (Разные судьбы) : un étudiant à la réunion
- 1957 : La Maison où je vis (Дом, в котором я живу) : Serioja Davydov, le fils cadet
- 1957 : Conte du premier amour (Повесть о первой любви) : Arkadi
- 1958 : La Rue de la Jeunesse (Улица молодости) : Ivan Kravtchhouk
- 1958 : Cœur de soldat (Солдатское сердце) : Fiodor
- 1959 : Celle de la mer Noire (Черноморочка) : Vassia Gordienko
- 1959 : Les Inflexibles (Неподдающиеся) : Zernov
- 1960 : Une mauvaise journée (Шумный день) : Nikolaï
- 1960 : La Voix de notre quartier (Голоса нашего квартала) : Arsène
- 1962 : Verte jeunesse (Молодо-зелено) : Alexeï Vedmed
- 1962 : Tcheriomouchki (Черёмушки) de Herbert Rappaport : Sergueï, le chauffeur
- 1963 : Le Silence (Тишина) de Vladimir Bassov : Grigori Kossov, l'organisateur du parti
- 1965 : Voyageur avec bagage (Путешественник с багажом) : Chtcheglov, père de Seva
- 1966 : Pont en construction (Строится мост) : Arkadi
- 1972 : La grande recréation (Большая перемена) : l'ami de Petrykine  (non crédité)
- 1975 : Un pas à la rencontre (Шаг навстреч) : le correspondant du journal sportif
- 1975 :  Le Ciel avec moi (Небо со мной) : Volodia Yagodkine
- 1976 : L'Appel éternel (Вечный зов) (TV) : Grigori Saveliev, le fils de Mitrofane
- 1977 : À venir (Приезжая) : Chokhine, le directeur de l'école
- 1978 : Des notes de Lopakhine (Из записок Лопахина)
- 1978 : Lointain proche (Близкая даль) : Diomine
- 1979 : Une tâche assez importante (Особо важное задание) : Krouglov
- 1981 :  Le Corbeau blanc(Белый ворон) : Sergueï Loskoutov
- 1982 : La Chaire (Кафедра) : Yakovkine
- 1982 : Nous devons vivre ici (Нам здесь жить)
- 1983 : La Fin de l'été indien (Конец бабьего лета) : Beresten
- 1983 : Léthargie (Летаргия) : Smirnov
- 1983 : Salut du front (Привет с фронта) : Vassilievitch
- 1984 : La Limite du possible (Предел возможного) : Sviridov
- 1985 : L'enquête est menée par les juGes. Le voleur de midi (Следствие ведут ЗнаТоКи. Полуденный вор) : Molotkov, le mécanicien automobile
- 1985 : La Bataille de Moscou (Битва за Москву) : l'officier du 8e corps mécanisé
- 1985 : Les Chemins d'Anna Firling (Дороги Анны Фирлинг) : le soldat
- 1986 : Le plus est à la deuxième voie (Дополнительный прибывает на второй путь) : Belov
- 1986 :  J'ai fait tout ce que je pouvais (Я сделал всё, что мог) : Golyba
- 1986 : Dans le dégel' (В распутицу) ': Ignat Sergueïevitch Bobrikov, chef de l'exploitation agricole
- 1987 : Les Bolcheviks (Большевики) : (spectacle-télé): Kourski
- 1988 : Joies terrestres (Радости земные) : l'ingénieur
- 1990 : Les Idiots meurent le vendredi (Дураки умирают по пятницам) : le colonel
- 1992 : Meurtre sur la Jdanovskaïa (Убийство на Ждановской) : Nikolaï Chtchoukine, ministre de l'intérieur
- 1993 : Séparation (Раскол) : Piramidov
- 1998 : Reflet (Отражение) de Valentyn Vassianovytch
- 2001 : Saison de la chasse 2 (Сезон охоты 2)  (série)
- 2002 : Masque et Âme (Маска и душа) : Gricha
- 2003 : La Marche de Touretski, "Nouvelle affectation" (Марш Турецкого. "Новое назначение") (3e saison) (série TV, 2002)
- 2005 : Ataman (Атаман)  (série TV): Zlobine
- 2005 : Tête classique (Голова классика) : le moine
- 2007 : Le Testament de Lénine (Завещание Ленина)  (série TV)
- 2008 : Pseudonyme l'Albanais 2 (Псевдоним Албанец 2)  (série TV): Piotr Mikhaïlovitch